# Gerolzhofen
Gerolzhofen est une ville allemande, située en Bavière, dans l'arrondissement de Schweinfurt. La ville est jumelée avec Mamers depuis 50 ans en 2022.